# Jean-Michel Valantin
Pour les articles homonymes, voir Valantin.
Jean-Michel Valantin est docteur en études stratégiques et sociologie de la défense, spécialiste de la stratégie américaine, et chercheur au Centre interdisciplinaire de recherches sur la paix et d'études stratégiques (CIRPES). Il est également essayiste.

## Biographie
Il est l'auteur d'une thèse de doctorat intitulée "De la production de menace à la production de stratégie et de puissance : de l'instrumentalisation des représentations de la menace à la projection mondiale de la puissance américaine'', soutenue à l'École des hautes études en sciences sociales (EHESS) en 2002 sous la direction d'Alain Joxe. 
Il écrit dans les magazines Diplomatie et Défense et Sécurité internationale. Il a été par ailleurs « haut fonctionnaire au développement durable à la DGESCO du ministère de l'Éducation nationale » pendant plusieurs années, particulièrement chargé de l'enseignement scolaire. 
Il est inspecteur général au sein de la région Île-de-France depuis 2022 et il est responsable de la rubrique « Environment and Security » de la plateforme www.redanalysis.org (The Red Team Analysis Society).

## Thèses
Il est l'auteur de l'expression « cinéma de sécurité nationale » dans son livre Hollywood, le Pentagone et Washington, sous-titré les trois acteurs d'une stratégie globale. Dans ce livre, il analyse les rapports étroits et parfois conflictuels qui depuis la présidence de Franklin Delano Roosevelt unissent la doctrine stratégique du Pentagone et les thèmes du cinéma de guerre américain, ainsi que de la science-fiction. Il considère que les États-Unis ayant gardé en horreur les dérives étatiques, dont le militarisme, le Pentagone se doit, pour justifier son existence, de susciter en permanence un sentiment de menace extérieure dans la population américaine et de rappeler sans cesse aux citoyens américains qu'ils sont les élus du Seigneur pour accomplir leur destinée manifeste.

## Publications
- Hollywood, le Pentagone et Washington, les trois acteurs d'une stratégie globale, Autrement, 2003  (ISBN 978-2-7467-0379-7)
- « Religion et stratégie aux États-Unis », Revue internationale et stratégique, N°57, 2005/1
- Écologie et gouvernance mondiale,  Autrement, Collection: Frontières, septembre 2007
- Hollywood, le Pentagone et le Monde : Les trois acteurs de la stratégie mondiale, Édition Autrement, Collection: Frontières, mai 2010
- « Le soutenable et l'insoutenable - Résilience et géostratégie », Annales des Mines - Responsabilité et environnement, N° 72, 2013/4
- Guerre et nature - L'Amérique se prépare à la guerre du climat, Éditions Prisma, juin 2013
- « Les pirates somaliens et nous : histoire d’une adaptation sociale à des inégalités environnementales imposées », Annales des Mines - Responsabilité et environnement, N° 79, 2015/3
- Géopolitique d'une planète déréglée - Le choc de l'Anthropocène, Éditions du Seuil, Collection anthropocène, octobre 2017  (ISBN 978-2-02-137005-8)
- L'aigle, le dragon et la crise planétaire, Editions du Seuil, Collection anthropocène, 2020 (ISBN 9782021430615)
- El Niño : histoire et géopolitique d'une bombe climatique, Nouveau Monde Editions, 2023, 176 p. (co-écrit avec Laurent Testot) (ISBN 9782380944839)
- Hyperguerre: comment l'IA révolutionne la guerre, Nouveau Monde Editions, 2024, 288 p.,  (ISBN 9782380946123)

### Contributions à des ouvrages collectifs
- « De la guerre au temps du changement climatique », dans Laurent Testot et Laurent Aillet (direction), Collapsus : Changer ou disparaître ? Le vrai bilan sur notre planète, Éditions Albin Michel, 2020, 352 p. (ISBN 978-2-22644-897-2).